# Cariocamyia maculosa
Cariocamyia maculosa är en tvåvingeart som beskrevs av John Otterbein Snyder 1951. Cariocamyia maculosa ingår i släktet Cariocamyia och familjen husflugor. Inga underarter finns listade i Catalogue of Life.